# Ali Doğan Sinangil
Pour les articles homonymes, voir Doğan.
Ali Doğan Sinangil, né en 1934 à Konya, est un compositeur turc.

## Biographie
En 1941, Ali Doğan Sinangil commence ses études au Lycée de Galatasaray à Istanbul. À l'école primaire, c'est son instituteur de musique, Ismail Hakki Sunat, qui voit son talent et son intérêt pour la musique et l'encourage. Durant ces années, Sinangil suit des cours de violon et de la théorie de musique avec Seyfettin Asal, Ali Sezgin Tahir Sevenay et Demirhan Altug. Il étudie les partitions de Messiaen et les œuvres des compositeurs contemporains de la Seconde école de Vienne.
En 1955, Sinangil part en Allemagne pour ses études, où il suit la musique contemporaine de près. Pendant les années 1955-60, il bénéficie des activités de l'Institut de Musique Contemporaine de Darmstadt. Il participe aux cours des chefs comme Hermann Scherchen, Bruno Maderna, des compositeurs comme Pierre Boulez, Josef Rufer, György Ligeti, Ernst Křenek, Karlheinz Stockhausen et des interprètes comme Kontarsky et Siegfried Palm. Par ailleurs, il assiste aux conférences de Theodor W. Adorno, sur la dialectique et l’esthétique de la musique et se familiarise avec l’art des compositeurs comme Luigi Nono, Luciano Berio, Mauricio Kagel et John Cage.
Sinangil suit un chemin parallèle aux développements de la musique contemporaine des années 1950 et 60. Dans la plupart de ses œuvres, on rencontre des micro et des macro-structures, des structures cellulaires et contrepointiques, des techniques sérielles parfois minimales, des méthodes aléatoires qui sont toutes développées durant le XXe siècle. Comme tout compositeur contemporain, Sinangil utilise ces nouvelles techniques. Dans ses œuvres, il reflète l’avant-garde et l’universalité.

## Œuvres
Ses compositions font notamment l'objet de plusieurs enregistrements.
- 1953 : Suite pour orchestre à cordes
- 1959 : Improvisation 1, pour 9 instruments
- 1959 : Composition pour orchestre
- 1961 : Polyphonie pour orchestre à cordes
- 1961 : Improvisation 2, pour orchestre de chambre
- 1969 : 1er quatuor à cordes
- 1970 : Pièces pour piano
- 1970 : 1er Symphonie'
- 1973 : Mevlâna, oratorio pour 5 solistes, chœur et orchestre
- 1978 : 2e symphonie
- 1979 : 2e quatuor à cordes
- 1982 : Concerto pour violoncelle et orchestre
- 1983 : 3e symphonie
- 1984 : Appel, ballet-cantate mystique
- 1991 : Bagdat Hatun, opéra en 2 actes
- 1994 : Sonate pour piano
- 1996 : Concerto pour violon et orchestre
- 2002 : 4e symphonie
- 1997 : Improvisation 3, pour 17 solistes
- 2000 : Sonate pour violon et piano
- 2000 : 3e quatuor à cordes
- 2003 : Bagdat Hatun, suite pour orchestre à cordes
- 2005 : Trio pour violon, violoncelle et piano
- 2006 : 2e sonate pour piano
- 2006 : Sonate pour piano et violoncelle
- 2008 : Prélude pour quatuor à cordes, dédié à « L'Ensemble Krysalid »
- 2010 : Concerto pour piano et orchestre
- 2010 : Improvisation 4, pour piano et quatuor à cordes, dédié à « L'Ensemble Krysalid »